# Finlands svenska gymnastikförbund
Finlands svenska gymnastikförbund (schwedisch, wörtlich „Finnlands schwedischer Gymnastikverband“), abgekürzt FSG, ist der finnlandschwedische Dachverband für Gymnastik und Turnen in Finnland. Ziel der Organisation ist es, Informationen zu verbreiten und das Interesse am Sport in Svenskfinland – dem schwedischsprachigen Teil des zweisprachigen Landes – zu wecken und zu fördern.
Der Vorgänger des Verbands wurde 1896 gegründet; in seiner heutigen Funktion arbeitet er seit 1981. Im Jahr 2022 waren 34 Mitgliedsvereine mit zusammen etwas mehr als 9000 Mitgliedern an den Verband angeschlossen. Vorsitzende war 2024 Anna Wahren.

## Hintergrund und Geschichte
Anders als in Deutschland, wo (Geräte-)Turnen von Gymnastik unterschieden wird, umfasst die Arbeit der Gymnastikverbände in Finnland traditionell sowohl Gerätturnen als auch Sportarten wie Gruppengymnastik, Rhythmische Gymnastik und Sportakrobatik.
Die Vorgängerorganisation von FSG war zweisprachig: Suomen naisten liikuntakasvatusliitto (schwedisch Finska kvinnors gymnastikförbund, beide „Gymnastikverband finnischer Frauen“) und 1896 als erster Dachverband für Sport im Land gegründet worden. 1917 wurde der Verband in eine finnisch- und eine schwedischsprachige Sektion aufgeteilt, aus denen 1921 selbständige Verbände wurde. Der finnlandschwedische nannte sich zuerst Svenskt förbund för fysisk fostran för Finlands kvinnor („Schwedischer Verband für Körpererziehung für Finnlands Frauen“) und änderte den Namen 1937 in Finlands svenska kvinnogymnastikförbund („Finlands schwedischer Frauengymnastikverband“). 1981 wurde der heutige Name Finlands svenska gymnastikförbund angenommen, nachdem sich ihm die finnlandschwedischen Gymnastikverbände für Männer angeschlossen hatten und er die heutige Funktion eines gemeinsamen Dachverbandes angenommen hatte.
Wie bei ähnlichen Namen von finnlandschwedischen Organisationen, z. B. Hanken Schwedische Handelshochschule oder Schwedische Literaturgesellschaft in Finnland, bezieht sich „schwedisch“ nicht auf das Land Schweden, sondern auf die Sprache Schwedisch.

## Organisation und Aktivitäten

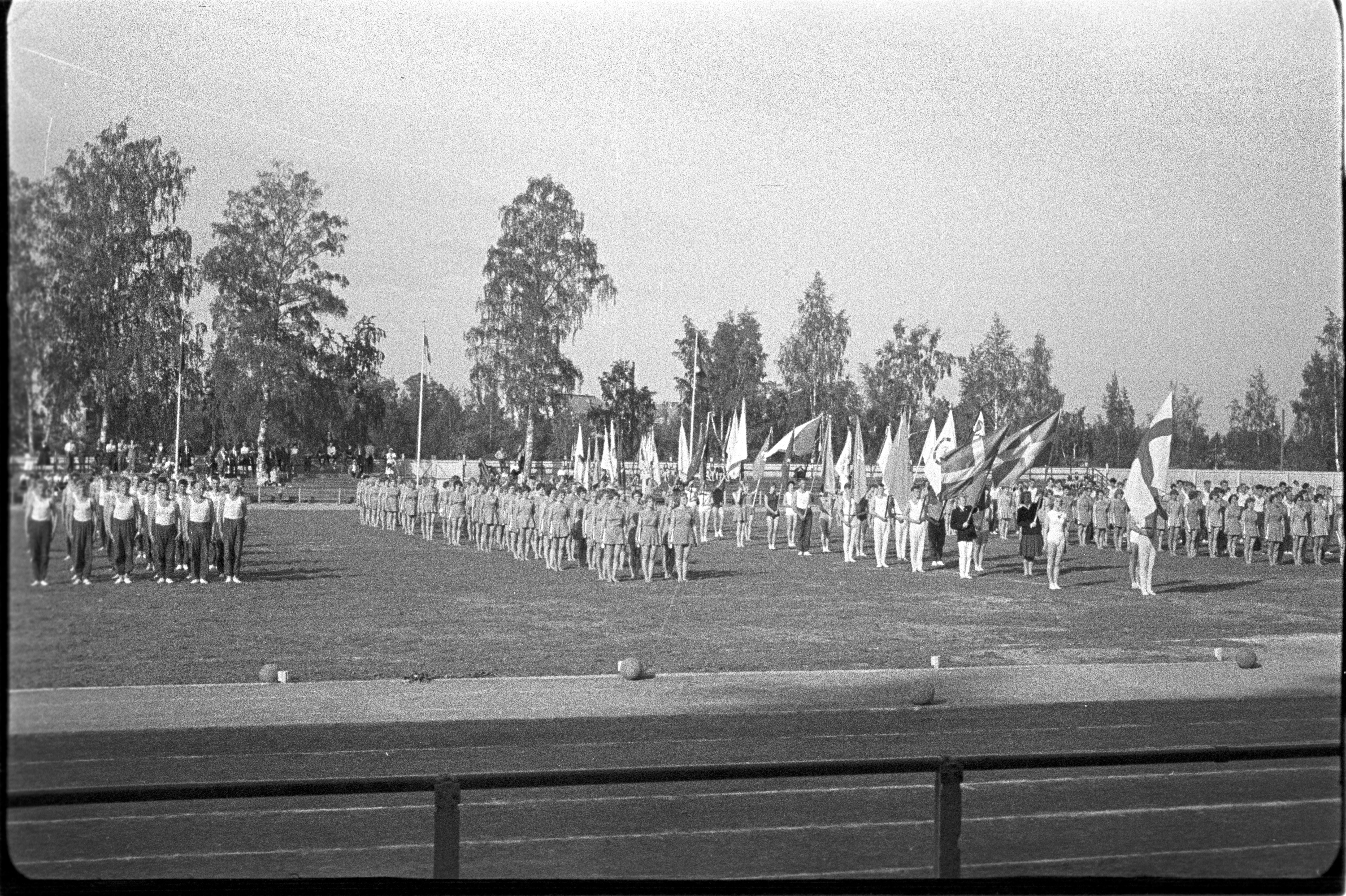
Das von FSG organisierte Gymnastikfest in Vasa 1960

FSB ist als eingetragener Verein (schwedisch registrerad förening (rf)) mit Sitz in Helsinki registriert. Er ist Mitgliedsverband von Finlands Svenska Idrott sowie, neben anderen regionalen Destriktsverbänden, an Finlands nationalen Gymnastikverband Suomen Voimisteluliitto (schwedisch Finlands Gymnastikförbund) angeschlossen.
Etwa alle vier Jahre organisiert der Verband ein „Gymnastikfest“ an wechselnden Orten in schwedischsprachigen Landesteilen, zuletzt 2024 in Hangö.
FSG gibt die Mitgliederzeitschrift Liv & Spänst mit vier Ausgaben pro Jahr heraus.
Unter den Persönlichkeiten in der finnischen Gymnastikbewegung war Märta Lindholm, eine Gymnastiklehrerin  die als Funktionärin auch in der Vorgängerorganisation des Verbandes Finlands svenska kvinnogymnastikförbund aktiv war.
Als Mitglied von FSG gewann der Finnlandschwede Eugen Ekman bei den Olympischen Spielen 1960 in Rom eine Goldmedaille am Seitpferd.